# Orci, Somogy
Orci  este un sat în districtul Kaposvár, județul Somogy, Ungaria, având o populație de 572 de locuitori (2011). 

## Demografie
Componența etnică a satului Orci
     Maghiari (100%)
Componența confesională a satului Orci
     Romano-catolici (50,35%)
     Fără religie (13,46%)
     Reformați (6,99%)
     Necunoscută (28,32%)
     Luterani (0,87%)
     Alte religii (0,52%)
Conform recensământului din 2011, satul Orci avea 572 de locuitori. Din punct de vedere etnic, majoritatea locuitorilor (100,0%) erau maghiari.  Din punct de vedere confesional, majoritatea locuitorilor (50,35%) erau romano-catolici, existând și minorități de persoane fără religie (13,46%) și reformați (6,99%). Pentru 28,32% din locuitori nu este cunoscută apartenența confesională.